# آنتونی آیمارد
آنتونی آیمارد (انگلیسی: Anthony Aymard؛ زادهٔ ۱۱ مهٔ ۱۹۸۸) بازیکن فوتبال اهل فرانسه است.